# Любов и чудовища
„Любов и чудовища“ (на английски: Love and Monsters) е американски чудовищен приключенски филм от 2020 г. на режисьора Майкъл Матюс, по сценарий на Брайън Дъфийлд и Матю Робинсън. Във филма участват Дилън О'Брайън, Джесика Хенуик, Дан Еуинг, Ариана Грийнблат и Майкъл Рукър.
Филмът е оригинално насрочен да бъде пуснат в театрално издание от Paramount Pictures през февруари 2021 г. По време на пандемията от COVID-19 реши да пусне филма чрез видео по поръчка и в кината на 16 октомври 2020 г., международното издание на филма се поддържа от Netflix, който пусна филма в услугата си на 14 април 2021 г. Филмът получи генерални отзиви от критиците и е номиниран за награда „Оскар“ в категорията „Най-добри визуални ефекти“.

## Актьорски състав
| Актьор           | Роля         |
| ---------------- | ------------ |
| Дилън О'Брайън   | Джоел Доусън |
| Джесика Хенуик   | Ейми         |
| Майкъл Рукър     | Клайд Дътън  |
| Дан Еуинг        | Кап          |
| Ариана Грийнблат | Миноу        |
| Елън Хофман      | Дейна        |
| Тре Хейл         | Роко         |
| Пачаро Мзембе    | Рей          |
| Сение Прити      | Карън        |
| Амали Голдън     | Ейва         |
| Те Кохе Тухака   | Тим          |
| Таснийм Рок      | Ана Лучия    |
| Томас Кемпбъл    | Андерсън     |
| Брус Спенс       | Стария Пийт  |
| Хейзъл Филипс    | Джанис       |